# 아우구스트 페르디난트 뫼비우스
아우구스트 페르디난트 뫼비우스(독일어: August Ferdinand Möbius, 1790년 11월 17일 ~ 1868년 9월 26일)는 독일의 수학자이자 천문학자이다.

## 생애
오늘날 작센안할트주 나움부르크 근처에서 태어났다. 아버지는 요한 하인리히 뫼비우스(독일어: Johann Heinrich Möbius)였으며, 아버지는 춤 강습을 직업으로 삼았던 것으로 알려져 있다. 어머니는 마르틴 루터의 후손이었다. 1820년 도로테아 크리스티안 율리안 로테와 결혼했으며 딸과 두 아들을 두었다.
라이프치히 대학교에서 공부했으며, 1813년 괴팅겐 대학교의 카를 프리드리히 가우스를 만나서 공부했다. 1815년 라이프치히 철학학과에서 하빌리타치온을 통과했다.
1816년 1월 22일 라이프치히 대학교 천문대 관찰사가 되며 천문학과 특별교수가 되었다. 1844년 엔 고등 역학, 고등 천문학 정교수로 임명되었다. 
1846년 작센 왕립 과학회의 공동 창립자로 학회를 설립했다. 1848년부터 1861년까지 플라이센부르크에서 고천문대 대장을 역임했다. 라이프치히에서 죽었다.

## 업적
일반에게 가장 유명한 업적은 요한 베네딕트 리스팅과 같은 시기에 독립적으로 발견한 뫼비우스의 띠이며, 그는 주로 기하학과 역학의 연관성에 대한 연구를 했다.
저서로 다음과 같은 것이 있다.
- Der barycentrische Calcul (1827년)
- Lehrbuch der Statik (1837년)
- Die Elemente der Mechanik des Himmels (1843년)

이 외에도 수학의 다양한 분야에서 다수의 짧은 논문도 발표했다. 그의 이름이 붙은 것으로 뫼비우스 함수, 뫼비우스 변환, 뫼비우스의 띠 등이 있다.

## 같이 보기
- 동차좌표